# Der Bulle von Tölz: Sioux City
Sioux City ist ein deutscher Fernsehfilm von Werner Masten aus dem Jahr 2001 nach einem Drehbuch von Franz Xaver Sengmüller. Es ist die 31. Folge der Krimiserie Der Bulle von Tölz mit Ottfried Fischer als Hauptdarsteller in der Rolle des Hauptkommissars Benno Berghammer. Die Erstausstrahlung erfolgte am 17. Oktober 2001 auf Sat.1.

## Handlung
Im Landkreis Bad Tölz soll eine neue Touristenattraktion eröffnet werden: „Sioux City“, eine Westernstadt, die Andi Stadler zusammen mit anderen auf einem Grundstück seines reichen Vaters, des Bauern Karl Stadler, errichtet hat. Als Resi Berghammer sich von ihrem Sohn Benno dorthin bringen lässt, um sich für die Gastronomie zu bewerben, entdeckt der Kommissar unter einer Plane einen Toten mit Streifschuss. Es handelt sich um Karl Stadler, der jedoch nicht an der Verletzung, sondern an einem Herzinfarkt gestorben ist.
Die Ermittlungen führt Benno ohne seine Kollegin Sabrina Lorenz durch, stattdessen mit Polizeihauptmeister Anton Pfeiffer. Recherchen ergeben, dass Karl Stadler sowohl mit seinen Söhnen Andi und Marco als auch mit seiner zweiten Frau Margret zerstritten war. Letztere hat ihn nur des Geldes wegen geheiratet, und ihre Tochter aus einer früheren Beziehung hat den Hof der Stadlers noch nie betreten. Marco, der seine heruntergekommene Disco umbauen will, ist mit der Bitte um finanzielle Hilfe bei seinem Vater abgeblitzt, und Andi ist empört darüber, dass er von ihm zuerst als Spinner abgetan wurde, dann aber Pacht bezahlen sollte, als das Projekt „Sioux City“, stand.
Von der Ex-Ehefrau des Opfers, Anna Stadler, erfährt Kommissar Berghammer, dass Karl Stadler vor 20 Jahren die damals 14-jährige Lisa Hartl, die jetzt in Sioux City als Sängerin „Kaktus-Lily“ auftritt, vergewaltigt und ihr danach eine Art Abfindung in Höhe von 10.000 Mark gezahlt hat. Deren Freund Stefan Rohrmoser, für den diese Sache neu ist, hat also ebenfalls ein Motiv.
Margret Stadler beobachtet nachts, wie ihr Stiefsohn Marco in ihren Stall eindringt und ein Gewehr versteckt, tut aber so, als habe sie nichts gemerkt. Als Marco Stadlers Discothek durchsucht wird, taucht zu seinem Erstaunen ebendiese Waffe in seinem Büro wieder auf. Da es sich um ein handelsübliches Türschloss handelt, ist nicht eindeutig zu beweisen, dass Marco Stadler das Gewehr selbst dort versteckt hat.
Benno Berghammer gibt Polizist Anton Pfeiffer den Auftrag, den familiären Hintergrund von Karl Stadlers zweiter Ehefrau zu durchleuchten. Als Pfeiffer mit dem Ergebnis ankommt und der Kommissar liest, wie Margret Stadlers Familienname früher gelautet hat, ist für ihn alles klar. Er holt die Pferdepflegerin Sandra Billing von Sioux City ab und bringt sie zu Stadlers Hof. Vor den Augen ihrer Mutter Margret Stadler, ehemals Billing, nimmt der Kommissar Sandra fest, die gesteht, Karl Stadler absichtlich zu Tode erschreckt zu haben, weil er die ganze Familie tyrannisiert habe; sie habe es für sie alle getan. Margret Stadler räumt ein, ihrer Tochter bei einem Telefonat am Tatabend erzählt zu haben, dass ihr Mann nach Einbruch der Dunkelheit einen Rundgang durch Sioux City machen wolle.

## Hintergrund
Die Dreharbeiten erfolgten in Bad Tölz und Dasing (Western-City); als Schauplatz für die „Pension Resi“ diente das Hollerhaus Irschenhausen.

## Kritik
Die Programmzeitschrift TV Spielfilm schreibt: „Statt ‚High Noon‘ kommt hier nur ein Karnevalskrimi mit müden Reitern daher.“ Fazit: „Sheriff Benno? Da wiehert der Saloonhengst.“